# Acer Aspire 5
L’Acer Aspire 5 è un computer prodotto dalla Acer a partire dal 2018.

## Specifiche tecniche
- Processore: Intel Core i5 7200U;
- Hard disk: SK Hynix HFS256G39TND-N210A, 256 GB;
- Scheda grafica: NVIDIA GeForce MX130 - 2048 MB, Core: 1109-1189 MHz, *Memoria: 1253 MHz, GDDR5, 391.24;
- Schermo: 15.6 pollici 16:9, 1920 x 1080 pixel;
- Memoria: 200 GB liberi;
- Peso: 2,3 chilogrammi; alimentatore 314 grammi.